# جائزة صدى
جائزة صدى (بالإنجليزية: Sada Award)‏، جائزة عربية ثقافية فنية ابداعية، أنشئت في عام 2017 في عمّان في المملكة الأردنية الهاشمية حيث يوجد مقرها ، أسس الجائزة الناشط في مجال حقوق الإنسان وبناء السلام السيد محمد جمال النشاش، والدكتور أشرف عادل بني محمد مدير مركز الابتكار والريادة في الجامعة الأردنية، والناشط الشبابي أحمد ناصر العياصرة. تهدف الجائزة لبناء جيل واع متقبل للآخر يسعى نحو السلام والتغيير الإيجابي لبناء مجتمعات أفضل يسودها السلام والتطوير والتحسين والازدهار، وذلك عبر تحفيز الفئة المستهدفة للجائزة اليافعين والشباب من إنتاج أعمال فنية هادفة يتم عرضها على منصة إلكترونية للجمهور.

## تعريف
تُمنح الجائزة مرتين سنوياً في خمسة مجالات فنية هم: الأفلام القصيرة، المقالات والنصوص الإبداعية، الرسم، الكاريكاتير، التصوير، وذلك من خلال تسليط الضوء والتعبير عن محورين رئيسيين هما: الخطاب البديل، وأهداف التنمية المستدامة التي يتفرع منها أهداف التنمية المستدامة السبعة عشر ومقاصدهم، وقضايا ومواضيع السلام والتعايش وقبول الآخر، وحقوق الإنسان والدمج الاجتماعي، وغيرها بما يتعلق بالخطاب البديل.
حصلت الجائزة على تقدير دولي ومحلي من قبل المشتركين وجمهور الجائزة والمنظمات والمؤسسات الدولية والمحلية ، وصُنفت في المركز الأول عربياً والثامن عالمياً على شبكة الفيسبوك للخطاب المضاد، إضافة لذلك فقد حصل العضو المؤسس للجائزة السيد محمد جمال النشاش من المنظمة الدولية للشباب على زمالة بادر لأفضل عشرين مشروع ومبادرة اجتماعية في المملكة الأردنية الهاشمية، وكذلك حصل على زمالة YouthActionNet العالمية اعترافاً بأثرها على المجتمع الأردني والعربي.

## معايير التقييم
يتم تحكيم المشاركات والأعمال الفنية واختيار الفائزين على مرحلتين من خلال لجنة تحكيم مختصة تتبع المعايير التالية: الفكرة، الإبداع، الأسلوب، الرسالة، المحتوى، الجودة.

## الجوائز
يحصل الفائزين على جائزة صدى على العديد من المزايا وتقدير مالي ومعنوي يأتي على شكل جائزة مالية ومادية لكل فائز، بالإضافة لتشبيكهم مع المنظمات الشريكة والإعلام، وتكريمهم في المملكة الأردنية الهاشمية من خلال حفل ختامي لتوزيع الجوائز، بالإضافة لعرض المشاركات في معرض فني وعلى شبكة الإنترت عبر منصات التواصل الاجتماعي وموقع الجائزة الإلكتروني.